# Angel's Last Mission: Love
Angel's Last Mission: Love (hangul: 단, 하나의 사랑; rr: Dan, Hanaui Sarang) é uma série de televisão sul-coreana exibida pela KBS2 de 22 de maio a 11 de julho de 2019, estrelada por Shin Hye-sun, Kim Myung-soo, Lee Dong-gun, Kim Bo-mi, Do Ji-won e Kim In-kwon.

## Enredo
Lee Yeon-seo (Shin Hye-sun) era uma bailarina extremamente talentosa e bem-sucedida da Fantasia Ballet Company de sua família, mas sofre um acidente devastador que a deixa cega. Ela é amarga e abusiva em relação à sua equipe, incluindo sua secretária e mordomo leais, sua família conivente e todos os outros. Dan (Kim Myung-soo) é um anjo otimista e despreocupado, que está sempre tendo problemas. Para retornar ao céu, ele recebe a missão aparentemente impossível de encontrar o verdadeiro amor por Yeon-Seo, mas acaba se apaixonando por ela.

## Elenco

### Elenco principal
- Shin Hye-sun como Lee Yeon-seo[3]

Uma bailarina que nunca acreditou no amor.
- Kim Myung-soo como Dan / Kim Dan / Yoo Seong-woo[4]

Um anjo que só pode retornar ao céu se sua missão for um sucesso.
- Lee Dong-gun como Ji Kang-woo[5]

A mentora de Yeon-seo e seu instrutor de balé. Ele é um anjo caído que tem sentimentos por Yeon Seo.
- Kim Bo-mi como Geum Ni-na[6]

A prima de Yeon-seo, que também é bailarina, tem uma queda por Kang Woo.
- Do Ji-won como Choi Yeong-ja[7]

Mãe de Ni-na, diretora do Ballet Fantasia. Uma mulher gananciosa que não vai parar por nada para conseguir o que quer.
- Kim In-kwon como Hu[8]

Um arcanjo que dá missões a Dan.

### Elenco de apoio
- Lee Ye-na as Hwang Jeong-eun[9]
- Woo Hee-jin as Chung Yu-mi[10]
- Lee Hwa-ryong as Park Gyeong-il[11]
- Gil Eun-hye as Geum Ru-na
- Kim Seung-wook as Geum Ki-chun
- Lee Je-yun as Ki Joon-soo
- Jo Sung-hyun as Ko Sung-min

### Aparições especiais
- Jang Hyun-sung como Cho Seung-wan (Ep. 1-2)
- Kim Ki-moo como ladrão de corças (Ep. 1)
- Lee Se-na como mãe de Yeon-seo (Ep. 2)
- Lee Seok-jun como o pai de Yeon-seo (Ep. 2)
- Park Sang-myun (Ep. 2, 7, 9, 11–12)
- Park Won-sung como diretor de companhia de balé (Ep. 4)

## Produção
A primeira leitura do roteiro ocorreu em 18 de janeiro de 2019 na KBS Annex Broadcasting Station em Yeouido, Coreia do Sul.

## Trilha sonora

### Parte 1
| Lançado em22 de maio de 2019 |                          |                |         |  |
| N.º                          | Título                   | Artista        | Duração |  |
| 1.                           | "A Welcome Rain" (단비)  | Lee Moon-sae   | 4:48    |  |
| 2.                           | "A Welcome Rain" (Inst.) |                | 4:48    |  |
| Duração total:               | Duração total:           | Duração total: | 9:36    |  |

### Parte 2
| Lançado em 30 de maio de 2019 |                       |                     |         |  |
| N.º                           | Título                | Artista             | Duração |  |
| 1.                            | "Oh My Angel"         | CHAI (Lee Soo-jung) | 03:59   |  |
| 2.                            | "Oh My Angel" (Inst.) |                     | 03:59   |  |
| Duração total:                | Duração total:        | Duração total:      | 07:58   |  |

### Parte 3
| Lançado em 5 de junho de 2019 |                                             |                |         |  |
| N.º                           | Título                                      | Artista        | Duração |  |
| 1.                            | "The Nights That I Miss You" (널 그리는 밤) | L (Infinite)   | 4:22    |  |
| 2.                            | "The Nights That I Miss You" (Inst.)        |                | 4:22    |  |
| Duração total:                | Duração total:                              | Duração total: | 8:44    |  |

### Parte 4
| Lançado em 13 de junho de 2019 |                          |                |         |  |
| N.º                            | Título                   | Artista        | Duração |  |
| 1.                             | "Because of You"         | Huh Gak        | 4:16    |  |
| 2.                             | "Because of You" (Inst.) |                | 4:16    |  |
| Duração total:                 | Duração total:           | Duração total: | 8:32    |  |

### Parte 5
| Lançado em 19 de junho de 2019 |                |                |         |  |
| N.º                            | Título         | Artista        | Duração |  |
| 1.                             | "Stay"         | O.WHEN         | 4:11    |  |
| 2.                             | "Stay" (Inst.) |                | 4:11    |  |
| Duração total:                 | Duração total: | Duração total: | 8:22    |  |

### Parte 6
| Lançado em 26 de junho de 2019 |                               |                |         |  |
| N.º                            | Título                        | Artista        | Duração |  |
| 1.                             | "In Your Light" (너란 빛으로) | Fromm          | 4:07    |  |
| 2.                             | "In Your Light" (Inst.)       |                | 4:07    |  |
| Duração total:                 | Duração total:                | Duração total: | 8:14    |  |

### Parte 7
| Lançado em 3 de julho de 2019 |                 |                       |         |  |
| N.º                           | Título          | Artista               | Duração |  |
| 1.                            | "Scent" (향기)  | Sojung (Ladies' Code) | 3:27    |  |
| 2.                            | "Pray"          | KLANG                 | 4:12    |  |
| 3.                            | "Scent" (Inst.) |                       | 3:27    |  |
| 4.                            | "Pray" (Inst.)  |                       | 4:12    |  |
| Duração total:                | Duração total:  | Duração total:        | 15:18   |  |

### Trilha sonora original clássica
| Lançado em 4 de julho de 2019 | |                  |         |  |
| N.º                           | Título | Artista          | Duração |  |
| 1.                            | "Tchaikovsky: Swan Lake, Op.20 - Act II. By A Lake: No.13 Dances Of The Swans - VII. Coda: Allegro Vivace" ([1부] 차이코프스키: 백조의 호수 - 2막. 13번 백조들의 춤 - 콛)            | Mikhail Pletnev  | 1:51    |  |
| 2.                            | "Tchaikovsky: Swan Lake, Op.20 - Act IV. By The Lake: No.28 Finale: Andante - Allegro Agitato - Moderato E Maestoso - Moderato" ([1부] 차이코프스키: 백조의 호수 - 4막. 28번 피날레) | Mikhail Pletnev  | 6:35    |  |
| 3.                            | "Adam: Giselle - Act I. Finale Du 1er Acte Et Scene De Folie" ([10부] 아당: 지젤 - 1막. 1막의 피날레와 광란의 장면)                                                                  | Andrew Mogrella  | 2:06    |  |
| 4.                            | "Adam: Giselle - Act II. Entree D'Hilarion" ([11부] 아당: 지젤 - 2막. 일라리옹의 입장)                                                                                               | Andrew Mogrella  | 2:25    |  |
| 5.                            | "Adam: Giselle - Act II. Entree De Loys - Pas De Deux" ([10부] 아당: 지젤 - 2막. 로이스의 입장 - 파드되)                                                                             | Neville Marriner | 2:22    |  |
| 6.                            | "Adam: Giselle - Act II. Finale" ([7부] 아당: 지젤 - 4막. 피날레) | Neville Marriner | 2:11    |  |
| 7.                            | "Tchaikovsky: Swan Lake, Op.20 - Act II. By A Lake: No.13 Dances Of The Swans - II. Moderato Assai" ([2부] 차이코프스키: 백조의 호수 - 2막. 13번 백조들의 춤 - 모데라토 아사이)      | Neeme Jarvi      | 2:29    |  |
| 8.                            | "Minkus: Don Quixote - Act I. Don Quixote Invites Quiteria To A Minuet" ([6부] 밍쿠스: 돈키호테 - 1막. 돈키호테가 키테리아를 미뉴엣에 초대)                                          | Nayden Todorov   | 2:10    |  |
| 9.                            | "Minkus: Don Quixote - Act I. Basilio With Friends" ([6부] 밍쿠스: 돈키호테 - 1막. 바실리오와 친구들)                                                                                | Nayden Todorov   | 2:02    |  |
| 10.                           | "Delibes: Coppelia Ballet Suite - Act II. Music Of The Automata And Waltz" ([1부] 들리브: 코펠리아 발레 모음곡 - 2막. 오토마타의 음악과 왈츠)                                        | Heinz Fricke     | 1:58    |  |

## Classificações
- Na tabela abaixo, os números azuis representam as audiências mais baixas e os números vermelhos representam as audiências mais elevadas.
- N/A indica que a classificação não é conhecida.

| Episódio | Data de transmissão | Audiência média | Audiência média | Audiência média |
| Episódio | Data de transmissão | AGB Nielsen     | AGB Nielsen     | TNmS            |
| Episódio | Data de transmissão | Em todo o país  | Seul            | Em todo o país  |
| -------- | ------------------- | --------------- | --------------- | --------------- |
| 1        | 22 de maio de 2019  | 7.3% (8th)      | 7.7% (7th)      | 7.3%            |
| 2        | 22 de maio de 2019  | 9.2% (6th)      | 9.5% (5th)      | 7.7%            |
| 3        | 23 de maio de 2019  | 6.6% (12th)     | 7.5% (7th)      | 6.3%            |
| 4        | 23 de maio de 2019  | 8.6% (6th)      | 8.9% (4th)      | 7.2%            |
| 5        | 29 de maio de 2019  | 8.2% (8th)      | 8.6% (5th)      | 7.4%            |
| 6        | 29 de maio de 2019  | 9.4% (6th)      | 9.7% (3rd)      | 8.8%            |
| 7        | 30 de maio de 2019  | 6.7% (15th)     | 6.8% (12th)     | 6.5%            |
| 8        | 30 de maio de 2019  | 8.4% (8th)      | 8.7% (4th)      | 7.8%            |
| 9        | 5 de junho de 2019  | 6.7% (11th)     | 6.9% (10th)     | 5.9%            |
| 10       | 5 de junho de 2019  | 7.9% (6th)      | 8.3% (5th)      | 7.4%            |
| 11       | 6 de junho de 2019  | 6.9% (12th)     | 7.7% (11th)     | 6.9%            |
| 12       | 6 de junho de 2019  | 8.7% (5th)      | 9.7% (5th)      | 7.5%            |
| 13       | 12 de junho de 2019 | 6.3% (12th)     | 6.6% (11th)     | 6.6%            |
| 14       | 12 de junho de 2019 | 7.3% (8th)      | 7.3% (9th)      | 7.6%            |
| 15       | 13 de junho de 2019 | 7.0% (11th)     | 7.2% (10th)     | 5.9%            |
| 16       | 13 de junho de 2019 | 7.8% (8th)      | 7.9% (7th)      | 7.5%            |
| 17       | 19 de junho de 2019 | 6.8% (11th)     | 7.0% (10th)     | 6.1%            |
| 18       | 19 de junho de 2019 | 7.9% (7th)      | 8.0% (7th)      | 7.0%            |
| 19       | 20 de junho de 2019 | 6.5% (13th)     | 7.4% (9th)      | 5.3%            |
| 20       | 20 de junho de 2019 | 7.9% (6th)      | 8.3% (7th)      | 6.6%            |
| 21       | 26 de junho de 2019 | 7.6% (9th)      | 7.7% (9th)      | 6.1%            |
| 22       | 26 de junho de 2019 | 8.1% (6th)      | 8.5% (7th)      | 6.7%            |
| 23       | 27 de junho de 2019 | 5.8% (16th)     | 6.6% (13th)     | 5.1%            |
| 24       | 27 de junho de 2019 | 7.1% (11th)     | 7.9% (9th)      | 6.2%            |
| 25       | 3 de julho de 2019  | 5.5% (17th)     | 5.8% (15th)     | 5.6%            |
| 26       | 3 de julho de 2019  | 6.6% (9th)      | 6.8% (9th)      | 6.0%            |
| 27       | 4 de julho de 2019  | 5.8% (15th)     | 6.3% (13th)     | —               |
| 28       | 4 de julho de 2019  | 7.2% (8th)      | 7.4% (7th)      | 5.1%            |
| 29       | 10 de julho de 2019 | 6.8% (16th)     | 7.6% (10th)     | —               |
| 30       | 10 de julho de 2019 | 7.8% (9th)      | 8.7% (6th)      | —               |
| 31       | 11 de julho de 2019 | 5.1% (19th)     | 5.5% (18th)     | 4.1%            |
| 32       | 11 de julho de 2019 | 7.2% (12th)     | 7.7% (9th)      | 5.6%            |
| Média    | Média               | 7.3%            | 7.7%            | —               |

## Prêmios e indicações
| Ano  | Prêmio                  | Categoria                                     | Indicação                      | Resultado | Ref.   |
| ---- | ----------------------- | --------------------------------------------- | ------------------------------ | --------- | ------ |
| 2019 | 12th Korea Drama Awards | Melhor novo ator                              | Kim Myung-soo                  | Indicado  | [ 21 ] |
| 2019 | KBS Drama Awards        | Prêmio de excelência superior, atriz          | Shin Hye-sun                   | Venceu    |        |
| 2019 | KBS Drama Awards        | Prêmio de excelência, atriz em uma minissérie | Shin Hye-sun                   | Indicado  |        |
| 2019 | KBS Drama Awards        | Prêmio de excelência, ator em uma minissérie  | Kim Myung-soo                  | Indicado  |        |
| 2019 | KBS Drama Awards        | Melhor novo ator                              | Kim Myung-soo                  | Venceu    |        |
| 2019 | KBS Drama Awards        | Estrela de Hallyu do K-Drama                  | Kim Myung-soo                  | Venceu    |        |
| 2019 | KBS Drama Awards        | Melhor casal                                  | Kim Myung-soo and Shin Hye-sun | Venceu    |        |
| 2019 | KBS Drama Awards        | Melhor ator jovem                             | Ko Woo-rim                     | Indicado  |        |

## Transmissão internacional
- Filipinas - GMA (27 de janeiro de 2020)